# Parc national du Kalevala
Le parc national du Kalevala (en russe : Калевальский национальный парк, en finnois : Kalevalan kansallispuisto) est un parc national situé au nord-ouest de la république de Carélie en Russie,.

## Description
Situé dans la partie nord du  raïon de Kostomoukcha (ru) à la frontière avec la Finlande (commune de Suomussalmi). 
Le parc national du Kalevala est créée en 2007 avec une superficie de 74 400 hectares. 
Les limites ouest du parc national courent le long de la frontière russo-finlandaise.

## Faune
La faune du parc est très diversifiée.
38 espèces de mammifères ont été recensées parmi lesquelles : écureuil roux, martre des pins, glouton boréal, lynx boréal, ours brun, élan et renne.
143 espèces d'oiseaux ont été observées, dont 26 espèces nidifiant dans le parc :
- pygargue à queue blanche, balbuzard pêcheur, aigle royal, faucon pèlerin[4].
- plongeon catmarin, cygne chanteur, oie des moissons, harle piette, goéland brun, grues cendrées, chouette lapone, milan noir, faucon crécerelle, faucon émerillon, pie-grièche grise, rougequeue à front blanc, cincle plongeur[5].
- plongeon arctique, faucon hobereau, pic épeichette[6].
- busard Saint-Martin, le combattant varié, la bécassine sourde, l'ortolan, le bruant auréole[7].

Les rivières et ruisseaux du parc abritent la moule perlière d'eau douce.